# Sphaerocarpos michelii
Sphaerocarpos michelii là một loài rêu trong họ Sphaerocarpaceae. Loài này được Bellardi mô tả khoa học đầu tiên năm 1792.